# نيل كاتلر
نيل كاتلر (بالإنجليزية: Neil Cutler) هو لاعب كرة قدم بريطاني، ولد في 3 سبتمبر 1976 في Perton ‏ في المملكة المتحدة. لعب مع أستون فيلا وأكسفورد يونايتد وستوك سيتي وستوكبورت كونتي وسكونثورب يونايتد وسوانزي سيتي وكوفنتري سيتي ونادي بوري ونادي تشستر سيتي ونادي روذرهام يونايتد ونادي كرو ألكساندرا ووست بروميتش ألبيون.

## وصلات خارجية
- نيل كاتلر على موقع قاعدة بيانات كرة القدم.إي يو (الإنجليزية)
- نيل كاتلر على موقع Soccerbase.com (لاعب) (الإنجليزية)
- نيل كاتلر على موقع عالم كرة القدم.نت (الإنجليزية)